# IRB Nations Cup 2014
La IRB Nations Cup 2014 fu la 9ª edizione della Nations Cup, competizione internazionale organizzata dall'International Rugby Board al fine di favorire la crescita delle federazioni di secondo livello tramite l'incontro con le nazionali "A" di quelle di primo livello.
Si svolse tra il 13 e il 22 giugno 2014 a Bucarest fra quattro squadre: la rappresentativa A dell'Irlanda (nota come Emerging Ireland) e le nazionali maggiori di Romania (Paese organizzatore), Russia e Uruguay.
Fu l'ottava di dieci edizioni consecutive a tenersi in Romania, e a vincere il titolo fu la neo arrivata formazione irlandese, che vinse tutti e tre gli incontri con bonus.
Fu l'ultima edizione a chiamarsi IRB Nations Cup; dall'anno successivo, con il cambio di nome dell'International Rugby Board, assunse la denominazione di World Rugby Nations Cup.

## Formula
Le quattro squadre si incontrarono in un girone unico all'italiana in cui ciascuna incontrò le altre tre.
La classifica finale fu stilata secondo le regole di punteggio dell'emisfero sud, quindi 4 punti per la vittoria, 2 per il pareggio, 0 per la sconfitta più gli eventuali bonus per quattro mete realizzate e/o la sconfitta con sette o meno punti di scarto.

## Squadre partecipanti
- Irlanda A (Emerging Ireland)
- Romania
- Russia
- Uruguay

## Risultati

### 1ª giornata
| Arbitro: | Ian Davies |

|                                                                                                   |    |  |
| Keatley 3’ Conway 6’, 23’, 26’ Annett 10’ Gilroy 28’, 44’ Copeland 34’ O'Donnell 36’ Marshall 41’ | mt |  |
| Keatley 6’, 10’, 26’, 28’, 34’ Hanrahan 36’, 41’, 44’                                             | tr |  |

| Arbitro: | Chris Assmus |

|                                      |      |                     |
| Turașvili 35’ Macovei 45’ Ioniță 74’ | mt   | 29’ Gibernau        |
| Vlaicu 35’, 45’                      | tr   | 29’ Prada           |
| Vlaicu 5’, 11’, 53’, 68’             | c.p. | 24’, 26’, 61’ Prada |
| Vlaicu 25’                           | drop |                     |

### 2ª giornata
| Arbitro: | Marius Mitrea |

|                                                                            |      |          |
| Gilroy 7’ Kearney 24’ Butler 33’, 51’ tecnica 60’ Holland 64’ Marshall 75’ | mt   |          |
| Hanrahan 7’, 24’, 51’, 60’, 64’                                            | tr   |          |
| Hanrahan 20’ Keatley 80’                                                   | c.p. | 4’ Prada |

| Arbitro: | Chris Assmus |

|                  |      |                          |
| tecnica 70’, 78’ | mt   | 32’ Temnov 56’ Ostrouško |
| Vlaicu 70’, 78’  | tr   | 32’ Gajsin               |
| Vlaicu 8’, 36’   | c.p. | 22’, 50’ Gajsin          |

### 3ª giornata
| Arbitro: | Marius Mitrea |

|                   |      |                |
|                   | mt   | 60’ Lamanna    |
|                   | tr   | 60’ Prada      |
| Kušnarëv 11’, 14’ | c.p. | 52’, 77’ Prada |

| Arbitro: | Ian Davies |

|             |      |                                              |
| tecnica 78’ | mt   | 28’ Ryan 31’ Gilroy 41’ Copeland 80’ tecnica |
| Vlaicu 78’  | tr   | 28’, 31’, 41’, 80’ Keatley                   |
|             | c.p. | 3’ Keatley                                   |
| Vlaicu 5’   | drop |                                              |

## Classifica
|  | Squadre   | G | V | N | P | PF  | PS | P±   | B | PT |
|  | --------- | - | - | - | - | --- | -- | ---- | - | -- |
|  | Irlanda A | 3 | 3 | 0 | 0 | 148 | 13 | +135 | 3 | 15 |
|  | Romania   | 3 | 2 | 0 | 1 | 64  | 65 | -1   | 0 | 8  |
|  | Uruguay   | 3 | 1 | 0 | 2 | 32  | 91 | -59  | 0 | 4  |
|  | Russia    | 3 | 0 | 0 | 3 | 24  | 99 | -75  | 2 | 2  |